# Silurus soldatovi
Silurus soldatovi es una especie de peces de la familia Siluridae en el orden de los Siluriformes. Se han encontrado pocos ejemplares, por lo que las medidas y el peso son poco precisos. 

## Morfología
• Los machos pueden llegar alcanzar los 400 cm de longitud total y los 40 kg de peso.

## Distribución geográfica
Se encuentra en la cuenca del río Amur.